# Ruelle Podkopaïevski
La ruelle Podkopaïevsky (russe : Подкопа́евский переулок) est une ruelle de Moscou.

## Situation et accès
Située dans le quartier de Khitrovka, elle est longue de 310 mètres et relie la ruelle Podkolokolny à la ruelle Khokhlovski.
La rue part de la ruelle Podkolokolny et grimpe le long de la colline Saint-Jean en direction du Nord-Est. Sur sa droite débouchent les rues Maly et Bolchoï Trekhsviatitelski.
La station de métro la plus proche est Kitaï-Gorod.

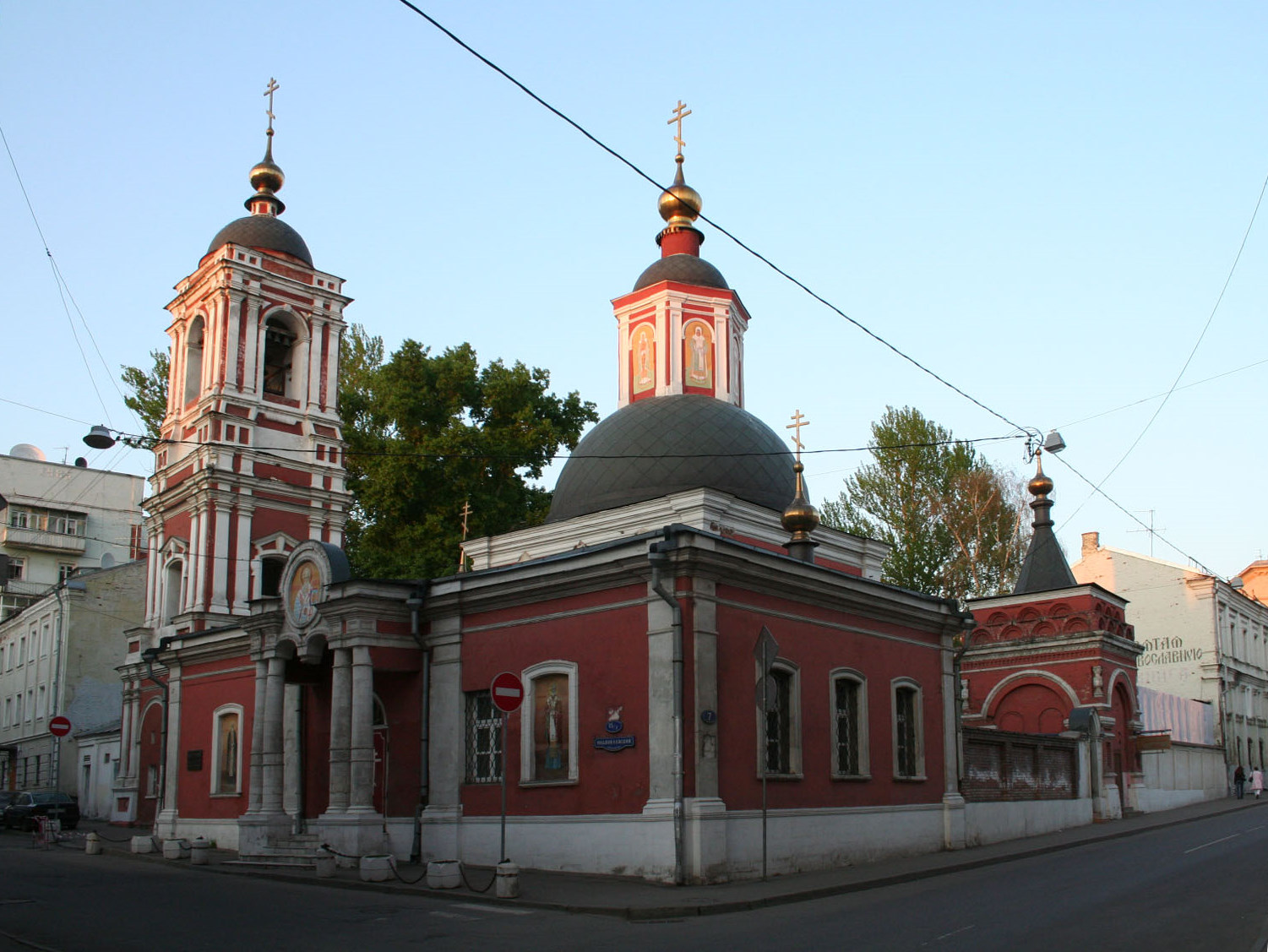
Vue de l'église Saint-Nicolas.

## Origine du nom
Le nom de la rue témoigne de l'époque à laquelle on extrayait ici de l'argile sur les rives de la Ratchka. On retrouve le nom dans celui de l'Église de Saint Nicolas le thaumaturge à Podkopaï, celle-ci ayant par ailleurs donné jusqu'au début du XXe siècle à la rue le nom de Nikolski.

## Bâtiments remarquables et lieux de mémoire
Côté impair :
- no 15/9 - Église de Saint Nicolas le thaumaturge à Podkopaï, XVIIe siècle, à l'angle de la ruelle podkolokolny.

Côté pair :
- no 2/6-1 - Maison Tchelnokov, 1837.